# واد ودران
واد ودران هو أحد الأودية التونسية ويوجد بولاية صفاقس. وتمر فوقه الطريق الوطنية رقم 1.

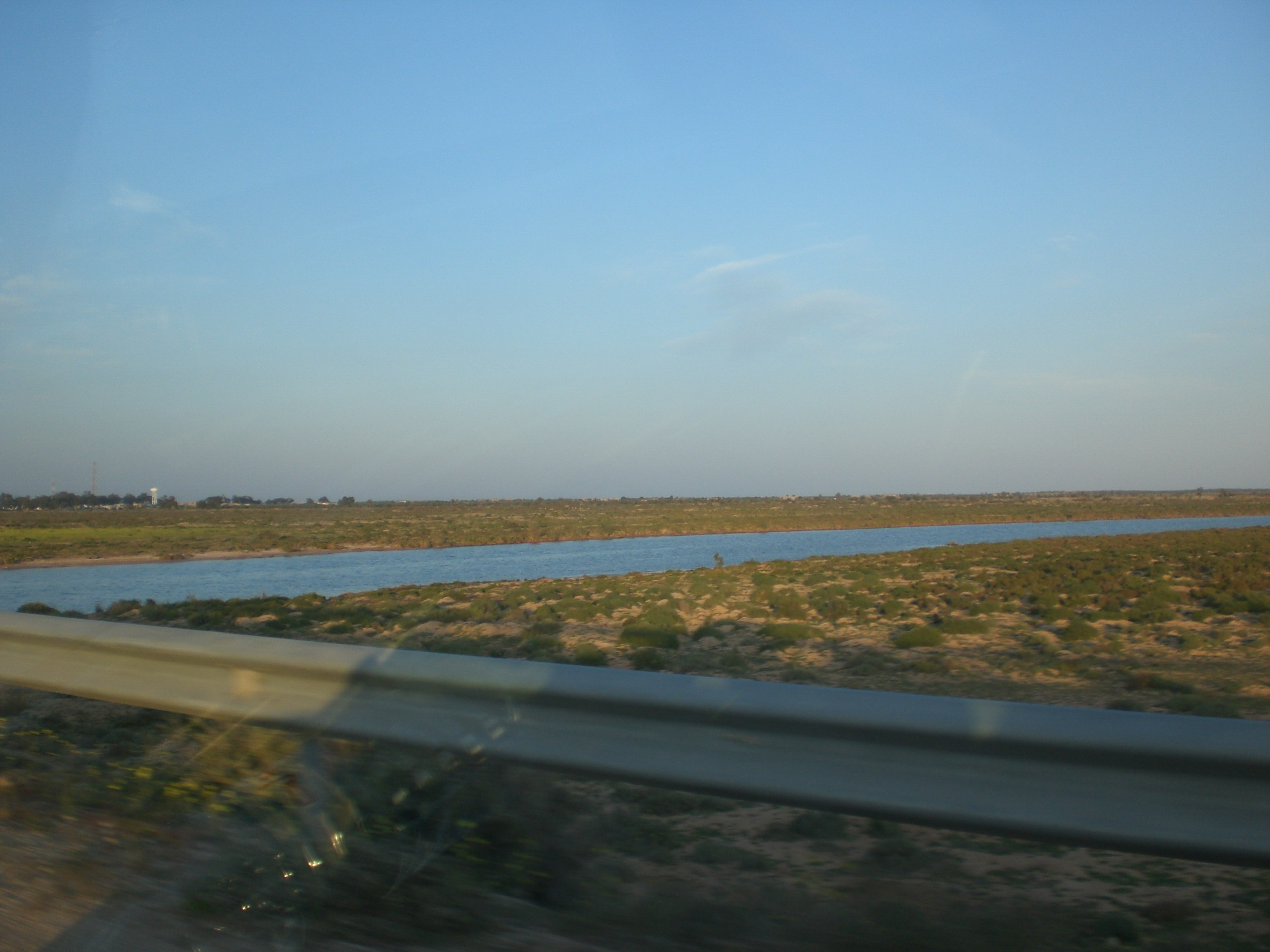
واد ودران